# Relics
Compilations de Pink Floyd
The Best of Pink Floyd
(1970) A Nice Pair
(1973)
Relics est une compilation du groupe rock britannique Pink Floyd sortie le 14 mai 1971.

## Historique
La sortie de Relics a lieu parce que la maison de disques du groupe, EMI, est préoccupée par le fait que les musiciens de Pink Floyd sont allés en studio pour enregistrer ce qui allait devenir Meddle sans une chanson ou idée sérieuse en repartant de zéro. Cela, combiné avec leur calendrier de tournées toujours grandissant, fait réaliser à EMI qu'aucun nouveau produit ne sortirait pendant un long moment, peut-être même plus d'un an après la fin de leur précédent album, Atom Heart Mother. Afin de commercialiser un produit de plus pour les fans, EMI décide de sortir un album à petit budget sur leur label Starline, combinant des premiers singles, des faces B, des chansons d'albums précédents et un titre inédit, Biding My Time.
Relics est publié à de nombreuses reprises, et parfois sans autorisation appropriée. Une telle opération engage EMI Australia à sortir l'album sans le consentement du groupe. Cela conduit à retirer l'album du commerce et celui-ci par la suite devient alors une rareté. Une réédition de l'album en 1996 permet de se le procurer à nouveau facilement.
L'album regroupe une partie des singles sortis dans les années 1960 alors que Syd Barrett faisait partie du groupe. Les autres titres sont des reprises de chansons célèbres. Cette compilation contient un titre inédit, Biding My Time, enregistré en 1969 lors des séances de Ummagumma (il s'agissait au départ de l'une des parties de la suite The Man & The Journey), et qui se distingue par l'intervention soliste de Rick Wright au trombone.

## Pochette
Il existe plusieurs versions de la pochette de cette compilation en 33 tours ;
- en noir et blanc avec un dessin représentant une machine futuriste pour la version anglaise (il en existe des versions avec le nom du groupe en rose au lieu d'être en noir). Elle a été conçue par le batteur Nick Mason et a été inspirée lorsqu'il étudiait l'architecture à l'école polytechnique en Angleterre. En 2008, Nick Mason a vendu une édition limitée de 195 copies signées de cette couverture ;
- une photo d'un ouvre-boîte à quatre yeux ressemblant à un masque (souvent appelée mask cover) pour la version américaine ;
- une photo de vieilles pièces de monnaie (coin cover) pour la version australienne ;
- une photo d'un vieil ensemble d'instruments en cuivre.

La version CD est désormais disponible dans le catalogue officiel du groupe en version remasterisée, mais avant cette réédition, il s'agissait de l'un des disques les plus recherchés du groupe. Une petite série fut disponible en Europe (ce qui en faisait un excellent objet d'échange avec les Américains) et à plus grande échelle en Australie sous le label Axis (avec la coin cover). La pochette de la nouvelle version, par Storm Thorgerson et Jon Crossland, présente une photo d'une maquette en trois dimensions de la machine dessinée par Nick Mason.

## Personnel
- Syd Barrett - guitare solo et rythmique (1-5, 11), chant (1, 3, 11), chœurs
- David Gilmour - guitare solo et rythmique (6-10), chant (6, 8, 9), chœurs
- Roger Waters - basse, chant (10), chœurs
- Rick Wright - orgue Farfisa (1-4, 8), orgue Hammond (6-8, 10), piano (3-5, 10, 11), piano de bastringue (3, 5, 11), clavecin électrique (3), mellotron (6), harmonium (11), célesta (11), vibraphone (7), trombone (10), chant (4, 5), chœurs
- Nick Mason - batterie (1-5 11), percussions, conception de la jaquette originale

## Titres
| 1.  | Arnold Layne                  | Barrett                        | Arnold Layne (single)                | 2:56 |
| 2.  | Interstellar Overdrive        | Barrett, Waters, Wright, Mason | The Piper at the Gates of Dawn       | 9:43 |
| 3.  | See Emily Play                | Barrett                        | See Emily Play (single)              | 2:53 |
| 4.  | Remember a Day                | Wright                         | A Saucerful of Secrets               | 4:29 |
| 5.  | Paintbox                      | Wright                         | Apples and Oranges (single, face B)  | 3:33 |
| 6.  | Julia Dream                   | Waters                         | It Would Be So Nice (single, face B) | 2:37 |
| 7.  | Careful With That Axe, Eugene | Gilmour, Waters, Wright, Mason | Point Me at the Sky (single, face B) | 5:46 |
| 8.  | Cirrus Minor                  | Waters                         | More                                 | 5:18 |
| 9.  | The Nile Song                 | Waters                         | More                                 | 3:25 |
| 10. | Biding My Time                | Waters                         | Inédit                               | 5:18 |
| 11. | Bike                          | Barrett                        | The Piper at the Gates of Dawn       | 3:21 |